# Phaeostigma karpathana
Phaeostigma karpathana är en halssländeart som beskrevs av U. Aspöck och H. Aspöck 1989. Phaeostigma karpathana ingår i släktet Phaeostigma och familjen ormhalssländor. Inga underarter finns listade i Catalogue of Life.